# Grzegorz Basiak
Grzegorz Basiak (ur. 22 czerwca 1962, zm. 27 października 2008 w Stargardzie Szczecińskim) – polski lekkoatleta, były halowy rekordzista kraju w biegu na 1500 metrów.
Od początku kariery bronił barw LKS Pomorze Stargard, z wyjątkiem lat 1982-1983, gdy w trakcie służby wojskowej został przydzielony do Zawiszy Bydgoszczy. Basiak często reprezentował Polskę na międzynarodowych imprezach, największy sukces odniósł podczas Halowych Mistrzostw Europy, gdzie zajął 5. miejsce w biegu na 1500 metrów (Göteborg 1984). 4-krotnie zdobywał medale Mistrzostw Polski : brąz na stadionie w 1986, dwa srebra w hali (1984 i 1986) oraz złoto podczas Halowych Mistrzostw Polski seniorów w lekkiej atletyce 1983 rozgrywanych w Zabrzu. 23 lutego 1985 w Budapeszcie przebiegł dystans 1500 metrów w czasie 3:40.03 poprawiając halowy rekord Polski. Rekord Basiaka przetrwał aż 17 lat, poprawił go dopiero Paweł Czapiewski w 2002 (3:38.96 w Stuttgarcie).
6 października 2008 podczas prac domowych Basiak spadł z drabiny i doznał m.in. urazu czaszki. Konieczna była trepanacja, która się udała. Jednak po trzech dniach stan się pogorszył. Po dwóch tygodniach w stanie śpiączki farmakologicznej zmarł.

## Rekordy życiowe
- 1000 metrów - 2:21.0 (1984)
- 1500 metrów - 3:39.59 (Sopot 1984)
- 1500 metrów (hala) - 3:40.03 (Budapeszt 1985)